# بيتي جورج
بيتي جورج (بالإنجليزية: Betty George)‏ هي عازفة الجاز أمريكية، ولدت في 11 أبريل 1926 في مانشستر في الولايات المتحدة، وتوفيت في 16 نوفمبر 2007 في نورث غرينبوش في الولايات المتحدة.

## وصلات خارجية
- بيتي جورج على موقع ميوزك برينز (الإنجليزية)